# Månad
Månad är en indelning av året i vanligtvis tolv delar. Namnet syftar på att en månad ungefär motsvarar ett månvarv kring jorden, till exempel intervallet mellan två fullmånar. Antalet dagar i en månad varierar mellan 28, 30 och 31 dagar i Sverige. En juridisk månad ska enligt svenskt rättsväsende räknas som 30 dagar om inget annat är angivet.

## Månvarvet
I astronomiska sammanhang är månad inget entydigt eller ens helt konstant begrepp. Längden avgörs av vilken referenspunkt som man väljer och vid sidan om intervallet mellan två månfaser för den synodiska månaden, som är 29,5306 dygn lång, finns även
- siderisk månad = 27,3217 dygn i förhållande till stjärnhimlen
- anomalistisk månad = 27,5546 dygn i förhållande till perigeum
- drakmånad = 27,2122 dygn i förhållande till omloppsbanans uppstigande nod
- tropisk månad = 27,3216 dygn i förhållande till vårdagjämningspunkten

## Månadernas namn
Många indoeuropeiska språk har övergått till att använda former av de latinska namnen på månaderna. Dock förekommer det inom många slaviska språk att man fortfarande använder andra namn, med slaviskt ursprung, för månaderna.
| Nummer | Svenska   | Äldre svenskt namn          | Latin              | Betydelse                |
| ------ | --------- | --------------------------- | ------------------ | ------------------------ |
| 01     | Januari   | torsmånad                   | Januãrius          | helgad åt guden Janus    |
| 02     | Februari  | göjemånad                   | Februãrius         | etruskiska guden Februus |
| 03     | Mars      | vårmånad, ugglemånad        | Martius            | helgad åt guden Mars     |
| 04     | April     | gräsmånad                   | Aprîlis            | av aperire, "öppna"      |
| 05     | Maj       | blomstermånad               | Maius              | helgad åt guden Jupiter  |
| 06     | Juni      | sommarmånad, midsommarmånad | Iunius             | helgad åt gudinnan Juno  |
| 07     | Juli      | hömånad                     | Iulius, Quintilis  | diktatorn Julius Caesar  |
| 08     | Augusti   | skördemånad, rötmånad       | Augustus, Sextilis | kejsaren Augustus        |
| 09     | September | höstmånad                   | September          | den sjunde månaden       |
| 10     | Oktober   | slaktmånad                  | October            | den åttonde månaden      |
| 11     | November  | vintermånad                 | November           | den nionde månaden       |
| 12     | December  | julmånad, kristmånad        | December           | den tionde månaden       |

Månadernas namn skiljer sig avsevärt i finskan.
| Svenska   | Finska    | Finsk betydelse |
| --------- | --------- | --- |
| Januari   | Tammikuu  | Axelmånad, tammi = axel / navel / mitten / kärn / hjärta (av vinter)                                                             |
| Februari  | Helmikuu  | Pärlmånad, helmi = pärl: ispärlor börjar bildas på grenarna av träd och buskar när snön smälter i solen, men fryser genast igen. |
| Mars      | Maaliskuu | Jordmånad, maallinen = jordisk; i mars börjar jorden synas under den smältande snön.                                             |
| April     | Huhtikuu  | Svedjemånad |
| Maj       | Toukokuu  | Såmånad, touko = såtid |
| Juni      | Kesäkuu   | Sommarmånad |
| Juli      | Heinäkuu  | Hömånad |
| Augusti   | Elokuu    | Skördemånad |
| September | Syyskuu   | Höstmånad |
| Oktober   | Lokakuu   | Slaskmånad |
| November  | Marraskuu | Dödmånad |
| December  | Joulukuu  | Julmånad |

## Månaderna i olika kalendrar
I många samhällen har det varit viktigt att kunna förutsäga månens gång i tiden och månkalendrar är baserade på den principen. Genom att månvarvet inte är jämnt delbart i ett solår har ett otal olika kalendrar tagits fram under årens gång. Där månen tillmätts liten betydelse saknas begreppet månad helt, som till exempel i de mesoamerikanska mayakalendern och aztekkalendern.

### Julianska och gregorianska kalendrarna
Den gregorianska kalendern, likt den föregående julianska kalendern, har tolv månader:
1. Januari, 31 dagar
2. Februari, 28 dagar, 29 vid skottår (se även 30 februari)
3. Mars, 31 dagar
4. April, 30 dagar
5. Maj, 31 dagar
6. Juni, 30 dagar
7. Juli, 31 dagar
8. Augusti, 31 dagar
9. September, 30 dagar
10. Oktober, 31 dagar
11. November, 30 dagar
12. December, 31 dagar

### Franska revolutionskalendern
Franska revolutionskalendern föreslogs under den franska revolutionen, och användes av den franska regeringen under nästan 12 år från sena 1793. Kalendern omfattade tolv månader med 30 dagar vardera, grupperad till tre tiodagarsveckor kallade décades. De fem eller sex extra dagarna som behövdes för att beräkna det tropiska året, placerades efter månaderna i slutet av varje år. Kalendern började på hösten:
- Höst:

1. Vendémiaire
2. Brumaire
3. Frimaire

- Vinter:

1. Nivôse
2. Pluviôse
3. Ventôse

- Vår:

1. Germinal
2. Floréal
3. Prairial

- Sommar:

1. Messidor
2. Thermidor
3. Fructidor

### Muslimska kalendern
Det finns tolv månader i den muslimska kalendern, som är en strikt månkalender. Året är 11 dagar kortare än ett solår och omfattar 354 dygn.
1. Muharram ul Haram (eller förkortat Muharram) محرّم
2. Safar  صفر
3. Rabi' al-Awwal (Rabi' I) ربيع الأول
4. Rabi' al-Akhir (eller Rabi' al-Thaany) (Rabi' II) ربيع الآخر أو ربيع الثاني
5. Jumada-l-Awwal (Jumaada I) جمادى الأول
6. Jumada-l-Akhirah (eller Jumaada al-Thaany) (Jumaada II) جمادى الآخر أو جمادى الثاني
7. Rajab رجب
8. Sha'ban  شعبان
9. Ramadan رمضان
10. Shawwal شوّال
11. Dhu-l-Qa'dah (eller Thw al-Qi'dah) ذو القعدة
12. Dhu-l-Hijjah (eller Thw al-Hijjah) ذو الحجة

### Judiska kalendern
Den judiska kalendern har 12 eller 13 månader.
1. Nisan, 30 dagar ניסן
2. Iyyar, 29 dagar אייר
3. Sivan, 30 dagar סיון
4. Tammuz, 29 dagar תמוז
5. Ab, 30 dagar אב
6. Elul, 29 dagar אלול
7. Tishri, 30 dagar תשרי
8. Heshvan, 29/30 dagar חשון
9. Kislev, 29/30 dagar כסלו
10. Tevet, 29 dagar טבת
11. Shevat, 30 dagar שבת
12. Adar 1, 30 dagar, extramånad אדר א
13. Adar 2, 29 dagar

Adar 1 finns endast 7 gånger under 19 år. I övriga år kallas Adar 2 endast för Adar.

### Hinduistiska kalendern
Den hinduistiska kalendern har olika system för namngivning av månaderna. Månaderna i månkalendern är:
1. Chaitra
2. Vaishaakha
3. Jyaishtha
4. Aashaadha
5. Shraavana
6. Bhaadrapada
7. Aashvayuja
8. Kaartika
9. Maargashiirsha
10. Pausha
11. Maagha
12. Phaalguna

Dessa är också namnen som används i den indiska nationalkalendern för de nyligen omdefinierade månaderna.
Namnet i solkalendern är namnen på de stjärntecken som finns:
1. Mesha (väduren)
2. Vrishabha (oxen)
3. Mithuna (tvillingarna)
4. Kataka (kräftan)
5. Simha (lejonet)

1. Kanyaa (jungfrun)
2. Tulaa (vågen)
3. Vrishcika (skorpionen)
4. Dhanus (skytten)
5. Makara (stenbocken)
6. Kumbha (vattumannen)
7. Miina (fiskarna)

### Persiska kalendern
Den persiska kalendern, används för närvarande i Iran, och Afghanistan har sin egen kalender. Den är också indelad i 12 månader. De persiska namnen återfinns inom parentesen.
1. Farvardin (فروردین), 31 dagar
2. Ordibehesht (اردیبهشت), 31 dagar
3. Khordad (خرداد), 31 dagar
4. Tir (تیر), 31 dagar
5. Mordad (مرداد), 31 dagar
6. Shahrivar (شهریور), 31 dagar
7. Mehr (مهر), 30 dagar
8. Aban (آبان), 30 dagar
9. Azar (آذر), 30 dagar
10. Dey (دی), 30 dagar
11. Bahman (بهمن), 30 dagar
12. Esfand (اسفند), 29 dagar, 30 om skottår

Den Afghanska Kalendern.
1. Hamal (حمل),
2. Savr (ثور),
3. Jawzā (جوزا),
4. Saratān(سرطان),
5. Asad   (اسد),
6. Sombola (سنبله),
7. Mizān   (میزان),
8. `Aqrab   (عقرب),
9. Qavs    (قوس),
10. Jaddi   (جدی),
11. Dalva   (دلوا),
12. Hut     (حوت),

### Isländska/fornnordiska kalendern
Den gamla isländska kaledern är inte längre officiellt använd, men vissa helgdagar är fortfarande beräknade efter detta på Island. Den har tolv månader, vilket grupperas in i två grupper med sex ofta kallade "vintermånader" och "sommarmånader". Kalendern är speciell då månaderna alltid börjar på samma veckodag istället för ett specifikt datum. Þorri startar på en fredag någon gång mellan 19 januari och 25 januari, och Góa börjar alltid en söndag mellan 18 februari och 24 februari.
- Skammdegi ("korta dagar")

1. Gormánuður (mitten av oktober–mitten av november, "slaktmånaden", eller "Górs månad")
2. Ýlir (mitten av november–mitten av december, "Julmånad")
3. Mörsugur (mitten av december–mitten av januari, "Fettismånad")
4. Þorri (mitten av januari–mitten av februari, "frusna snömånaden")
5. Góa (mitten av februari–mitten av mars, "Góas månad")
6. Einmánuður (mitten av mars–mitten av april, "ensamma" eller "singelmånad")

- Náttleysi ("nattlösa dagar")

1. Harpa (mitten av april–mitten av maj, Harpa är ett kvinnonamn, troligtvis från en glömd gud, första dagen firas som Sumardagurinn fyrsti - första sommardagen)
2. Skerpla (mitten av maj–mitten av juni, en annan glömd gud)
3. Sólmánuður (mitten av juni–mitten av juli, "Solmånad")
4. Heyannir (mitten av juli–mitten av augusti, "hömånad")
5. Tvímánuður (mitten av augusti–mitten av september, "andra månaden")
6. Haustmánuður (mitten av september–mitten av oktober, "höstmånad")

## Övriga kalendrar
- Egyptiska kalendern
- Gammelnordiska kalendern
- Kinesiska kalendern
- Mayakalendern

## Minnesramsa
Minnesramsa för att komma ihåg antalet dagar per månad (allen är ett ålderdomligt ord, som betyder ensam, jämför med engelskans alone):
| ” | Trettio dagar har november, april, juni och september, februari tjuguåtta allen, alla de andra trettioen. | „ |